# Aéroport de Valladolid
L'aéroport de Valladolid (code IATA : VLL • code OACI : LEVD) est l'aéroport de la ville de Valladolid en Espagne. 
Le nouveau terminal a été inauguré en 2000.

## Situation
Il est situé à 10 km au nord-ouest de la ville de Valladolid.
| \| 100 km1:11 216 000 \| Alicante Almería Andorre Badajoz Barcelone Bilbao Burgos León Castellón · de la Plana Ceuta Gérone Grenade Ibiza Jerez La Corogne Lleida Logroño Madrid Málaga Melilla Minorque Murcie Oviédo Palma de · Majorque Pampelune Reus Sabadell Saint-Jacques Saint-Sébastien Salamanque Santander Saragosse Séville Valence Valladolid Vigo Vitoria |
| 100 km1:11 216 000 |

Voir les Îles Canaries

## Statistiques
Il a accueilli 462 477 passagers en 2011, 249 216 en 2019.
En 2020, l'aéroport de Valladolid a accueilli 71.685 passagers, a effectué 2.843 opérations de vol et a géré 5,5 tonnes de marchandises.
Pour des raisons techniques, il est temporairement impossible d'afficher le graphique qui aurait dû être présenté ici.

Voir la requête brute et les sources sur Wikidata.

## Compagnies et destinations
| Compagnies      | Destinations                                                                                                 |
| --------------- | --- |
| Binter Canarias | En saison : Las Palmas/Gran Canaria                                                                          |
| Iberia Regional | Barcelone-El Prat En saison : Lanzarote-Arrecife, Las Palmas/Gran Canaria, Palma de Majorque, Ténériffe-Nord |
| Ryanair         | Barcelone-El Prat En saison : Palma de Majorque                                                              |
| Vueling         | Barcelone-El Prat                                                                                            |

Édité le 01/02/2020  Actualisé le 17/04/2023

## Notes et références

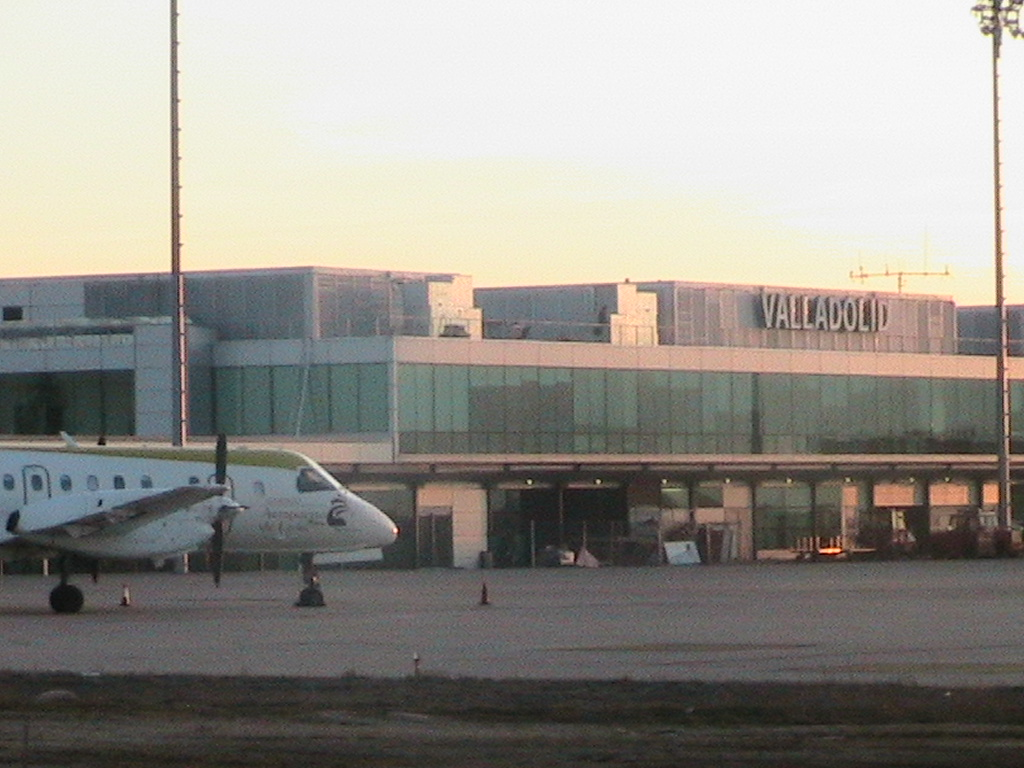
Terminal.